# Tipula cassiope
Tipula cassiope är en tvåvingeart som beskrevs av Mannheims 1966. Tipula cassiope ingår i släktet Tipula och familjen storharkrankar. Inga underarter finns listade i Catalogue of Life.